# روبرت فوستر
روبرت فوستر (بالإنجليزية: Robert Foster)‏ هو سباح أمريكي، ولد في 22 فبراير 1891 في شيكاغو في الولايات المتحدة، وتوفي في 25 أغسطس 1960.

## روابط خارجية
- روبرت فوستر على موقع أوليمبيديا (الإنجليزية)